# Zużycie budynku
Zużycie budynku – starzenie się budynków, utrata szacowanej wartości ekonomicznej i/lub użytkowej obiektu budowlanego będącego nieruchomością, miara stanu budynku wynikła z jego:
- zużycia technicznego (fizycznego)[2]
- zużycie moralne:[3]
  - zużycia funkcjonalnego (użytkowego)[2]
  - zużycie estetyczne[4]
- zużycia środowiskowego (ze względów na zmianę warunków lokalizacji)[2]
- zużycie społeczny (oparty na konsultacjach społecznych)[4]
- zużycie ekonomiczny (ukierunkowany na energooszczędność budynku)[4]